# Maria Walewska (película)
Maria Walewska (Conquest) es una película de Estados Unidos dirigida por  Clarence Brown y Gustav Machatý sobre el guion de S. N. Behrman, Salka Viertel, Samuel Hoffenstein, Talbot Jennings y Zoë Akins basada en el libro Pani Walewska (1933) de Waclaw Gasiorowski y Helen Jerome que se estrenó en 1937. Contó con Greta Garbo y Charles Boyer como actores principales.

## Sinopsis
Narra la historia de la aristócrata polaca Maria Walewska que se convirtió en la amante del emperador Napoleón Bonaparte, con quien tuvo un hijo ilegítimo mientras aquel continuaba casado con Josefina Bonaparte. 

## Producción
Estaba decidido que para su exhibición en Europa el filme llevaría el nombre de la protagonista pero como el mismo era considerado demasiado difícil de pronunciar para el público estadounidense, durante los cinco meses de filmación se estuvieron barajando otros títulos para su exhibición en Estados Unidos, tales como Llama del siglo, Sinfonía sin música, Un mundo nace y La mujer antes de Waterloo. Al acercarse la fecha de finalización del rodaje sin definición al respecto, los participantes en la película comenzaron a apodarse miembros de la "Asociación Walewska-Debe-Terminar" hasta que finalmente se optó por titularla Conquest (Conquista).
Para integrar la pareja protagónica junto a una actriz formidable e intimidante como era Greta Garbo la productora eligió a Charles Boyer, un actor que podría coincidir con el perfil intenso de aquella y que además tenía la ventaja de ser compatriota de su personaje. Durante la década de 1930 la figura de Boyer había ido creciendo merced a sus trabajos junto a actrices de la talla de Marlene Dietrich, Hedy Lamarr e Irene Dunne si bien Boyer -según admitió más adelante- temía que para el público francés, "ninguna actuación de Napoleón Bonaparte, ni siquiera perfecta, sería satisfactoria".

## Reparto
- Greta Garbo … Maria Walewska
- Charles Boyer …  Napoleón Bonaparte
- Reginald Owen …  Talleyrand
- Alan Marshall …  Philippe Antoine d'Ornano
- Henry Stephenson …  Conde Anastas Walewski
- Leif Erickson …  Paul Lachinski
- May Whitty …  Leticia Bonaparte
- Maria Ouspenskaya …  Condesa Pelagia Walewska
- C. Henry Gordon …  Príncipe Poniatowski
- Claude Gillingwater …  Stephan
- Vladimir Sokoloff … Soldado agonizante
- George F. Houston …  Gran Mariscal George Duroc
- Scotty Beckett  …  Alexandre Walewska
- Oscar Apfel  …  Conde Potocka
- Betty Blythe  …  Princesa Mirska
- Stanley Andrews  …  Príncipe Mirska
- Henry Kolker  …  Wybitcki
- Dennis O'Keefe  …  Jan Walewska
- Robert Warwick  …  Capitán Laroux

## Recepción
La película tuvo más éxito en Europa que en América, no obstante el título, pero hoy es reconocida como una excelente colaboración final entre Garbo y Brown, su director favorito de Metro-Goldwyn-Mayer. Por otra parte, y pese a sus temores, Charles Boyer fue nominado para el Premio Oscar al mejor actor protagónico de 1937 por su actuación en Maria Waleswka. Cedric Gibbons y William A. Horning fueron nominados para el mismo premio en el rubro Mejor Diseño de Producción.